# Лісна (Шепетівський район)
Лісна́ — село в Україні, у Плужненській сільській громаді Шепетівського району Хмельницької області. Населення становить 97 осіб.

## Географія
Село розташоване у центральній частині громади, за 8 км (автошляхом Т 2313) на захід-північний захід від Плужного, за 31 км від міста Ізяслава, за 51,6 км на захід від Шепетівки, та за 136 км (автошляхами Н03, Н25 та Т 2313) на північ — північний захід від обласного центру.
Сусідні населені пункти: